# Balon dilatacija uretre
Balon dilatacija uretre je urološka metoda postupnog uvođenja specijalno konstruisanog balona u mokraćnu cev radi proširenja njenog lumena. Pre intervencije pacijenta treba uvek upozoriti na mogučnosti komplikacija, jer mnogi pacijenti pa i lekari dilataciju uretre uglavnom doživljava kao minimalno invazivna metoda lečenja, što nije sasvim tačno,  jer ona može dati ozbiljne komplikacije. Zato i lekar i pacijent trebaju imati u vidu da svaka uretralna manipulacija može izazvati jatrogenu povredu uretre, i time kompromitovati i otežati definitivno otvoreno hirurško lečenje striktura uretre.

## Indikacije
Kako je cilj balon dilatacija širenje lumena uretre bez izazivanja povrede u njenom zidu, ova metoda se koristi za lečenje striktura uretre.
Balon dilataciju treba koristiti prvenstveno za kraće strikture uretre koje su dužine manje od jednog santimetra. Za duže strikture uretre, ili za one koji su se vratile nakon dilatacionog tretmana, dilatacija obično nije efikasna u pružanju dugoročnog olakšanja, pa se obično preporučuje operacija.

## Kontraindikacije
Balon dlatacija uretre kontraindikovano je kod:
- pacijenata sa obliterativnim strikturama,
- postojanja „false route“,
- kalkulusa (kamančića u mokraćnom kanalu)
- periuretralne flegmone.

Samostalno dilatiranje balonom, kao i bužiranje dečije uretre, posebno bez anestezije, kao metod lečenja, je kontraindikovana.

## Opšte informacije
Balon dilatacija uretre pojedini urolozi savetuju umesto dilatacije bužirom, jer smatraju da se proširenja lumena, za razliku od bužiranja, izvodi uz smanjenjenu mogućnost za jatrogenu povredu uretre. Kao razloge oni navode ove činjenice:
- Da su za ovu vrstu dilatacije radijalne sile koje deluju u trenutku insuflacije balona, navodno značajno manje, i samim tim imaju manju mogućnost da oštete uretru, nego kod primene gruba mehanička sila čvrstih bužija.[1]
- Da se naduvavanje balona, u cilju kompresije suženog dela uretre, izvodi pod radioskopskom kontrolom u trajanju od 1 do 5 minuta.
- Da je uspeh kod kratkih stenoza uretre 40 — 69%, što je utvrđeno tokom dužeg perioda praćenja.[1]

Kombinovana balon dilatacija
U poslednje vrem interventni radiolozi pokušavaju da balon dilataciju kombinuju sa primenom novijih generacija balona koji na vrhu imaju sečivo, poput onih koji su našli primenu u vaskularnoj hirurgiji.
Bez obzira na relativno uspešne rezultate, balon dilatacija, ona kao terapijska metoda do danas nije postala standard u većini uroloških centara u svetu.

## Dobre i loše strane dilatacije uretre
Dobre strane
Dilatacija uretre ostaje metoda koja se u svakodnevnoj urološkoj praksi primenjuje mnogo češće nego što je potrebno. Razlog ovakvoj praksi leži u činjenici da za nju nije potrebno ekspertsko poznavanje rekonstrukcije uretre, da nije tehnički zahtevna, nije potreban komplikovan hirurški instrumentarijum, brza je, sprovodi se kao ambulantna procedura u lokalnoj anesteziji i pacijent vrlo malo izostaje sa posla.
Loše strane
Dilatacije uretre, vrlo ćesto ne mogu dovesto do potpunog izlečenja i recidiviraju, pa če vremenom rezultovati sa pogoršanim lokalnim nalazom, ozbiljnijom spongiofibrozom, težom i dužom strikturom.
Svaka uretralna manipulacija može kompromitovati i otežati definitivno otvoreno hirurško lečenje.

## Način izvođenja
Uretralna dilacija balonom obično se izvodi u ambulantnim uslovima u lokalnoj anesteziji, a pacijenti se mogu vratiti kući istog dana. Nakon dilatacije postavlja se katetar, kako bi se tkivu uretra u narednih nekoliko dana omogućilo odvajanje od mokraće i time bolje zaceljenje.
Prilikom dilatacije ne treba korisiti preteranu silu, odnosno, savetuje se da bužija sa balonom na vrhu praktično svojom težinom pronalazi put kroz uretru.

## Komplikacije
Neretko se nakon dilatacije uretre, kao komplikacija javljaju krvarenje i infekcija, kreiranje slepog kanala: 
Krvarenje
Krvarenje nakon dilatacije može biti manjeg intenziteta, ali i obimno, posebno ukoliko je napravljen „false route“. Ukoliko dođe do krvarenja, mnogo je verovatnije da će krajnji rezultati dilatacije biti nova, još jača stenoza uretre.
Infekcija
Infekcija se javlja u lokalnom obliku, u vidu periuretralne flegmone ili apscesa, a u težim slučajevima i u vidu sistemske bakterijemije. Bakterijemija nakon dilatacije nastaje zbog prodora bakterija iz urotrakta kroz lediranu uretru. 
Kreiranje slepog kanala
Pored rizika pravljenja dodatne laceracije uretre koja zarasta ožiljkom tokom dilatacije postoji opasnost i kreiranja   slepog kanala („false route“), koji predstavlja pliću ili dublju punktiformnu ranu u spongioznom telu penisa.

## Spoljašnje veze
|  | Molimo Vas, obratite pažnju na važno upozorenje u vezi sa temama iz oblasti medicine (zdravlja). |